# Vastagh Éva

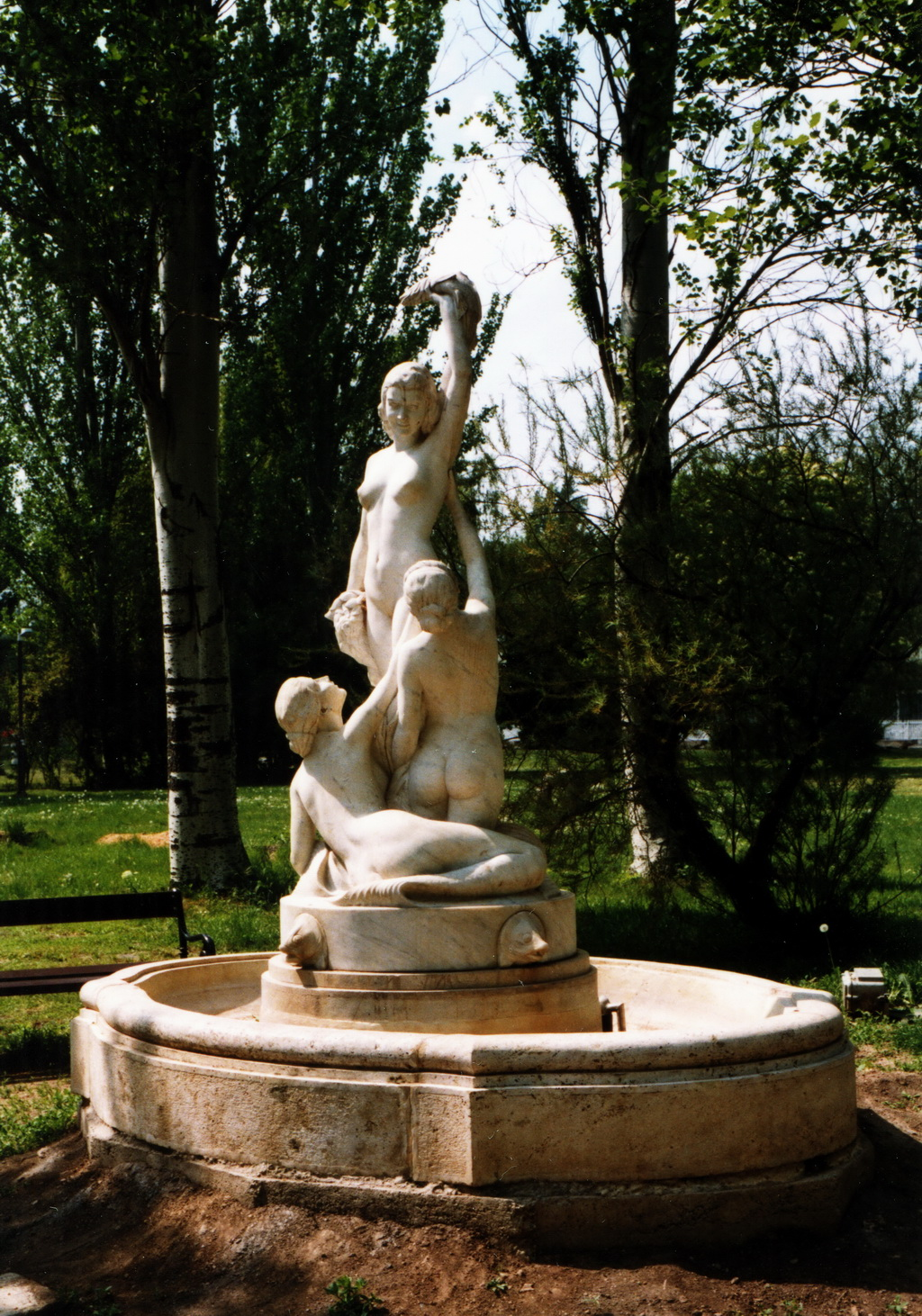
Balatoni sellők (Balatonfüred, Tagore sétány)

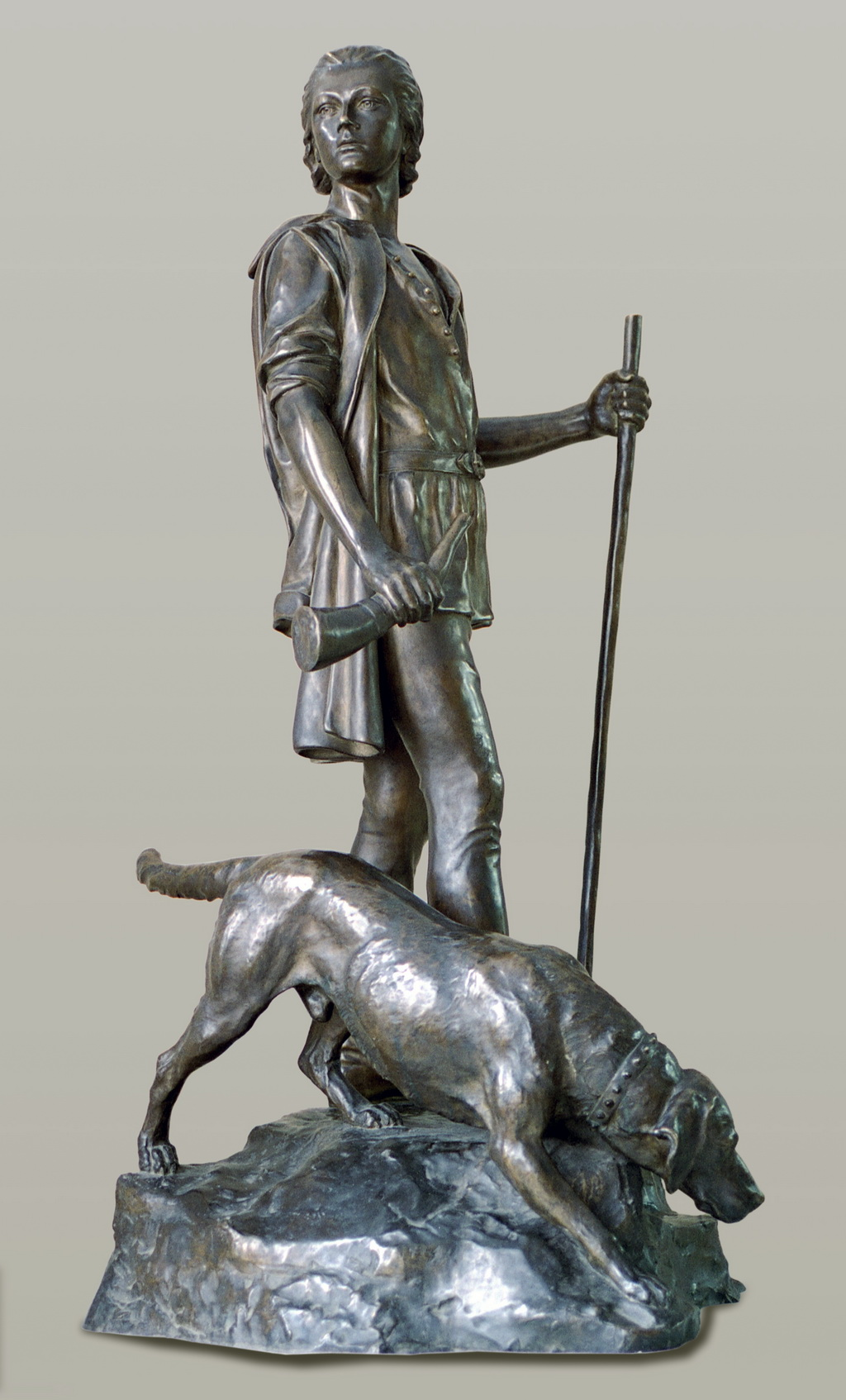
Mátyás király korabeli apród (Tapolca, Városi Múzeum)

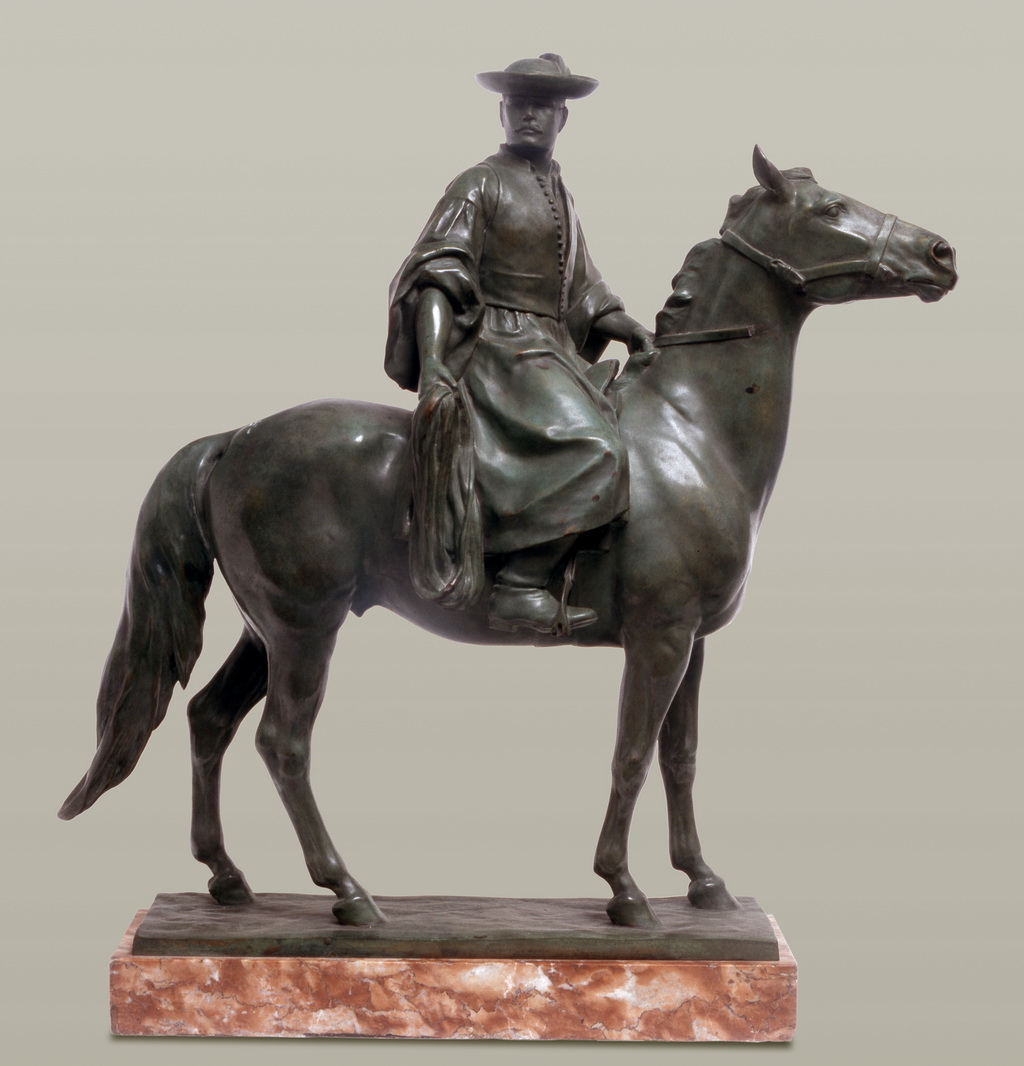
Csikós lóháton (Budapest, Magyar Nemzeti Galéria)

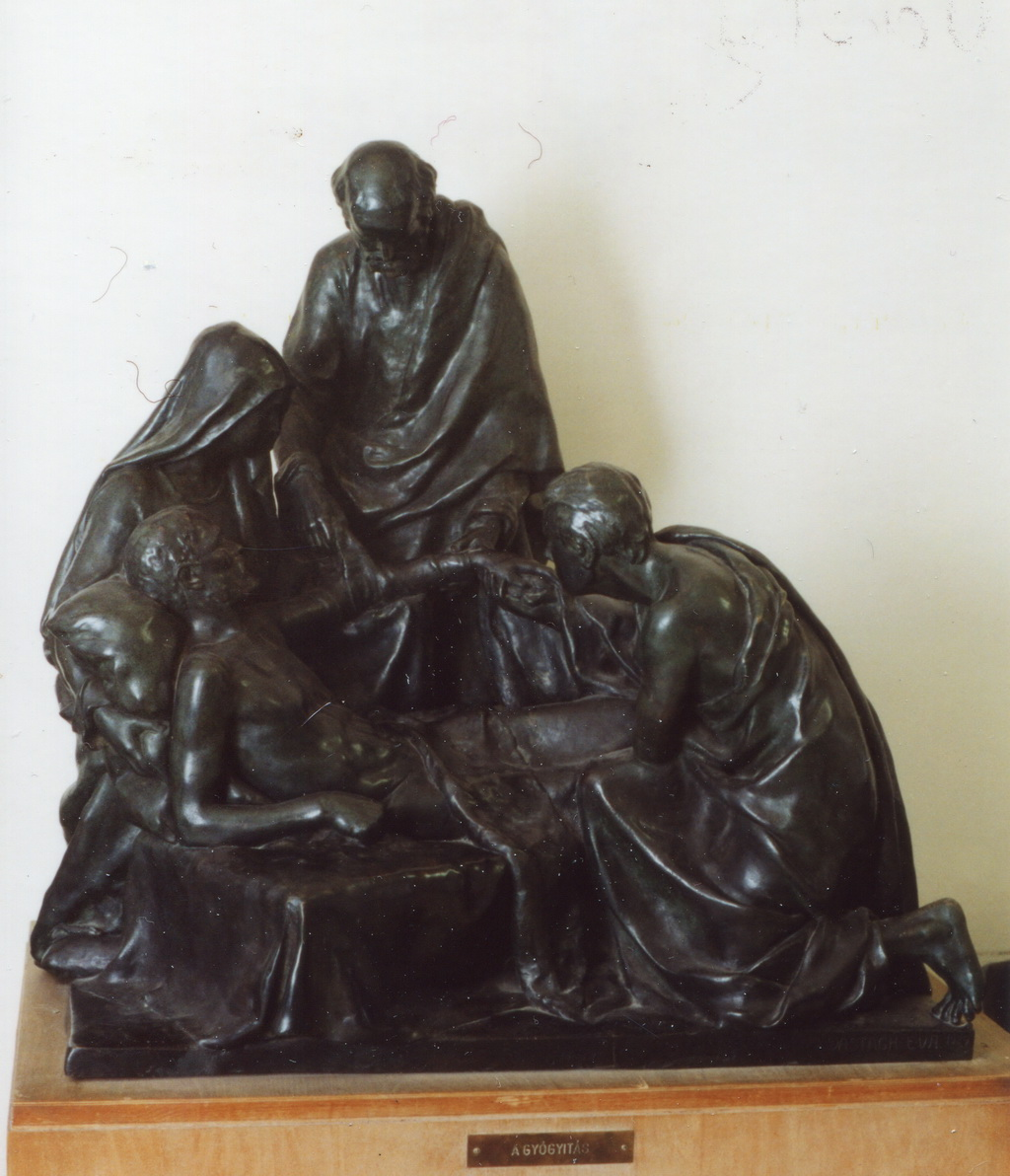
Gyógyítás (Budapest, Semmelweis Egyetem Radiológiai Klinika)

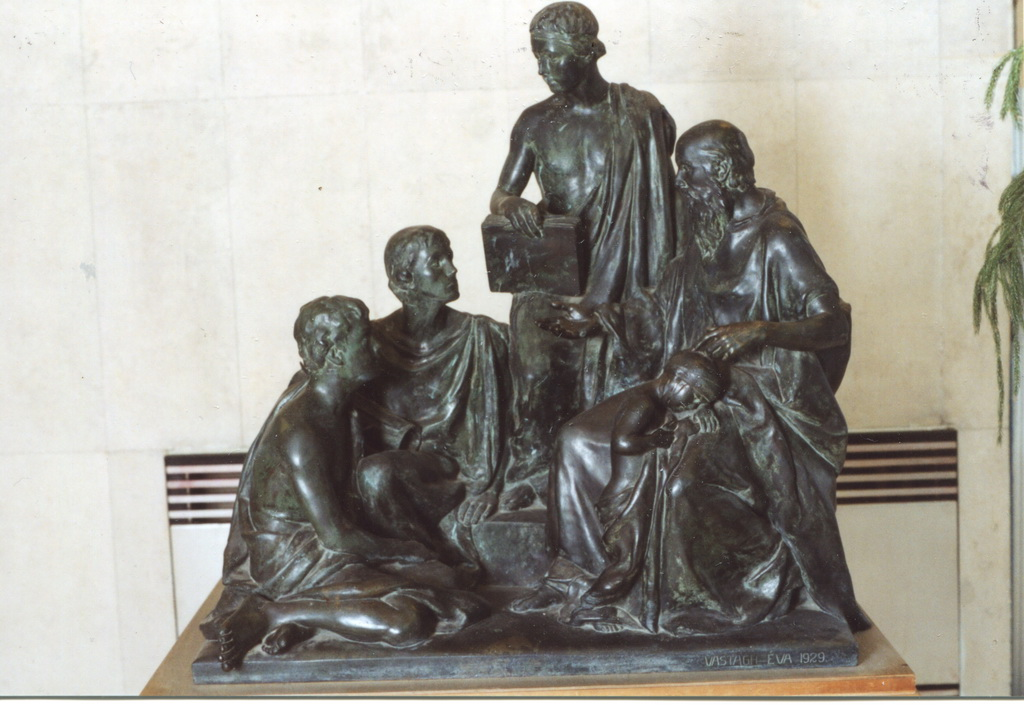
Tanítás (Budapest, Semmelweis Egyetem Radiológiai Klinika)

Alsó-torjai Vastagh Éva (Budapest, 1900. december 30. – Budapest, 1942. február 11.) magyar szobrászművész.

## Családja
Székely lófő eredetű családból származott. Ifj. Vastagh György szobrászművész és Benczúr Olga képző- és iparművész lánya, id. Vastagh György és Benczúr Gyula festőművészek unokája, Vastagh László szobrászművész nővére, Vastagh Béla jogász, Vastagh Géza és Benczúr Ida festőművészek, valamint Benczúr Gyula orvos unokahúga.

## Élete és munkássága
Már korai gyermekéveiben sokat foglalkozott rajzolással, mintázással. Kilencéves volt, amikor élő modell után olyan jól sikerült kutya szobrot mintázott, hogy apja gipszbe öntette. Négyéves korában kezdődő gerincbetegsége élete végéig erősen korlátozta mozgását, teherbírását. A felsőbb leányiskolát magántanulóként végezte, majd érdeklődése teljes egészében a művészet felé fordult. Szobrásznak készült, apja tanítványa lett.  1924-ben a Műcsarnok tavaszi tárlatán a Viaskodó vadkan és a Sasok című műveivel  lépett a nyilvánosság elé. Ettől kezdve művei rendszeresen szerepeltek a Műcsarnok kiállításain. Kiegyensúlyozott kompozíciójú életképei, portréi, állatszobrai a római iskola szellemiségét és formavilágát idézik. Maradandót alkotott a szobrászat valamennyi ágában, a kisplasztika, a dombormű, az éremművészet, valamint a körplasztika területén egyaránt.Több kisplasztikáját sokszorosította és forgalmazta a herendi porcelángyár (Bagoly, Disznópásztor, Drótszőrű tacskó, Pávapár, Pelikán stb.)
1929-ben került kivitelezésre a háborúban elesett orvosoknak emléket állító három szoborcsoportja, melyek eredetileg a Bőrgyógyászati Klinika kertjében álltak. Közülük kettő, a Tanítás és a Gyógyítás ma a Radiológiai Klinikán tekinthető meg, a harcoló katonákat bemutató harmadik Kecelen, a Hadtörténeti Gyűjteményben van.
A Haltenberger család megrendelésére 1936-ban készített monumentális síremléke - másfél életnagyságú pálmaágat tartó angyal - a Kerepesi temetőben áll. Mátyás király korabeli apródot kutyájával megjelenítő szobrát Svábhegyen, az egykori Golf szálló parkjában állították fel 1939-ben.
Utolsó alkotása, s egyben fő műve a Balatoni sellők (Hableányok játéka) című kútplasztika (1941), eredetileg Brázay Zoltán balatonarácsi kertjében  állt, majd Balatonfüreden a Tagore sétányon kapott helyet, jelenleg ugyanitt a Vaszary villa kertjében látható.
Vastagh Éva emlékkiállítása 1942-ben volt a Műcsarnok őszi tárlatának keretében.
1934-ben a Műcsarnokban id. Vastagh György centenáriumi kiállításán, valamint 2004-ben az Ernst  Múzeumban  a Vastagh művészcsalád tárlatán is bemutatták munkáit.

## Főbb művei

### Kompozíciók
- Tanítás (1929), Budapest, Semmelweis Egyetem Radiológiai Klinika
- Gyógyítás (1929), Budapest, Semmelweis Egyetem Radiológiai Klinika
- Harcoló katonák (1929), Kecel, Hadtörténeti Gyűjtemény
- Krisztus, (1938), Kápolnásnyék, Jézus szíve templom
- Mátyás király korabeli apród (1939), Budapest, Svábhegy volt Golf szálló kertje, kis példány:Tapolca, Városi Múzeum
- Balatoni sellők (1941), Balatonfüred, Tagore sétány
- Boldog Özséb, Budapest, Gellért-hegy, Sziklatemplom (eltűnt)

### Síremlékek
- Csiky József síremléke (1932), Budapest, Kerepesi temető
- Haltenberger család síremléke (1936), Budapest, Kerepesi temető
- Gyárfás Gyula síremléke (1945-ben megsemmisült), Budapest, Farkasréti temető

### Portrék
- Kassai testvérek négyes portré (1928)
- Popini Laci (1930)
- Prohászka Ottokár (1934)
- Gyermekportré
- Mizzi Mariann portréja
- Pataky Manyi portréja

### Kisplasztikák
- Libaetetés (1926)
- Skót terrier (1928)
- Tintatartó (1931), Budapest, Semmelweis Egyetem rektori iroda
- Csikós lóháton (1937), Budapest, Magyar Nemzeti Galéria
- Kuruc trombitás lóháton (1940)
- Ámor halakkal
- Bagoly
- Bocskai István lóháton
- Csibék
- Disznópásztor
- Faun furulyával
- Fekvő cica
- Gerelyvető nő
- Gyermek báránnyal
- Három alvó gyermek
- Káin és Ábel
- Lovak, Budapest, Szent István Egyetem Állatorvos-tudományi Könyvtár, Levéltár és Múzeum
- Malacok
- Mária Jézussal
- Oroszlán
- Pávapár
- Pelikán
- Szent Ferenc
- Szent László lovascsoport
- Ülő cica
- Vénusz

### Érmek, plakettek
- Rövid hajú kislány arcképe (Kenyeres Katalin), plakett (1926)
- Hosszú hajú kislány arcképe (Kenyeres Márta), plakett (1926)
- IX. Nemzetközi Dermatológus Kongresszus Budapest, emlékérem (1935), Budapest, Semmelweis Orvostörténeti Múzeum
- Kenyeres Balázs plakett (1936), Budapest, Semmelweis Orvostörténeti Múzeum
- 34. Eucharisztikus világkongresszus éremterv (1938)
- Ötpengős éremterv (1938)

## Elismerései
- Hadtörténeti Múzeum elismerő díszoklevele (1927)
- Díj az orvosok hősi emlék pályázatán (1929)
- Halmos Izor-díj (1931)
- Társulati jubileumi emlékplakett (1936)
- Kitüntető elismerés (1940) a Műcsarnok tavaszi tárlatán

## Szobrok

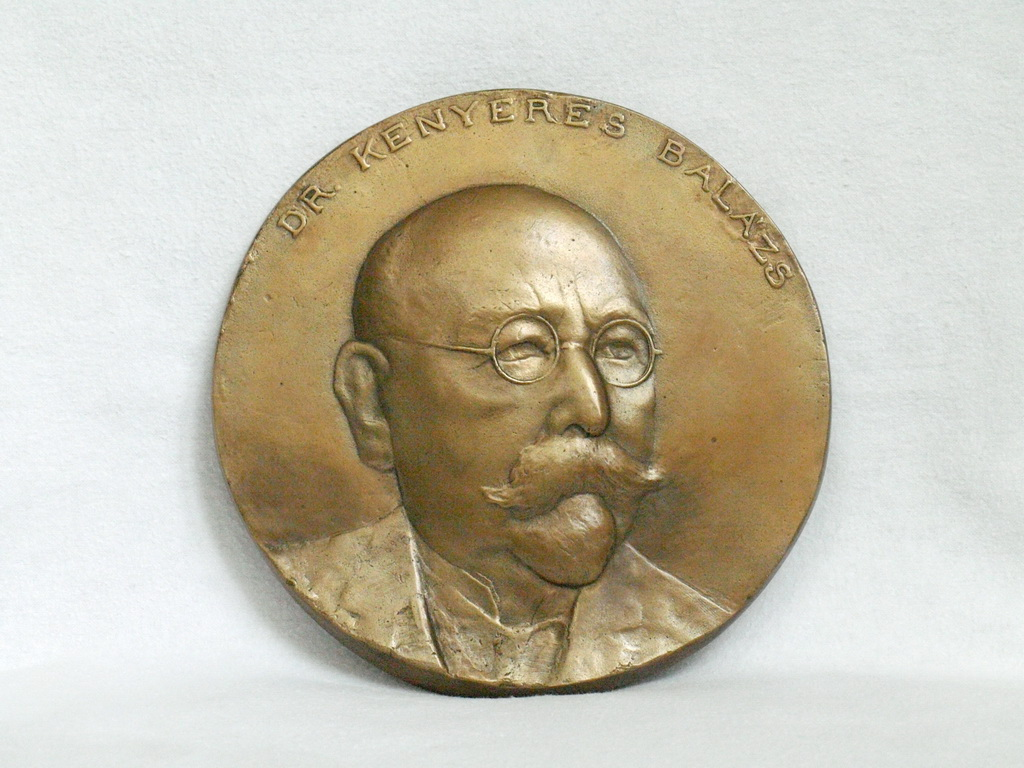
Kenyeres Balázs
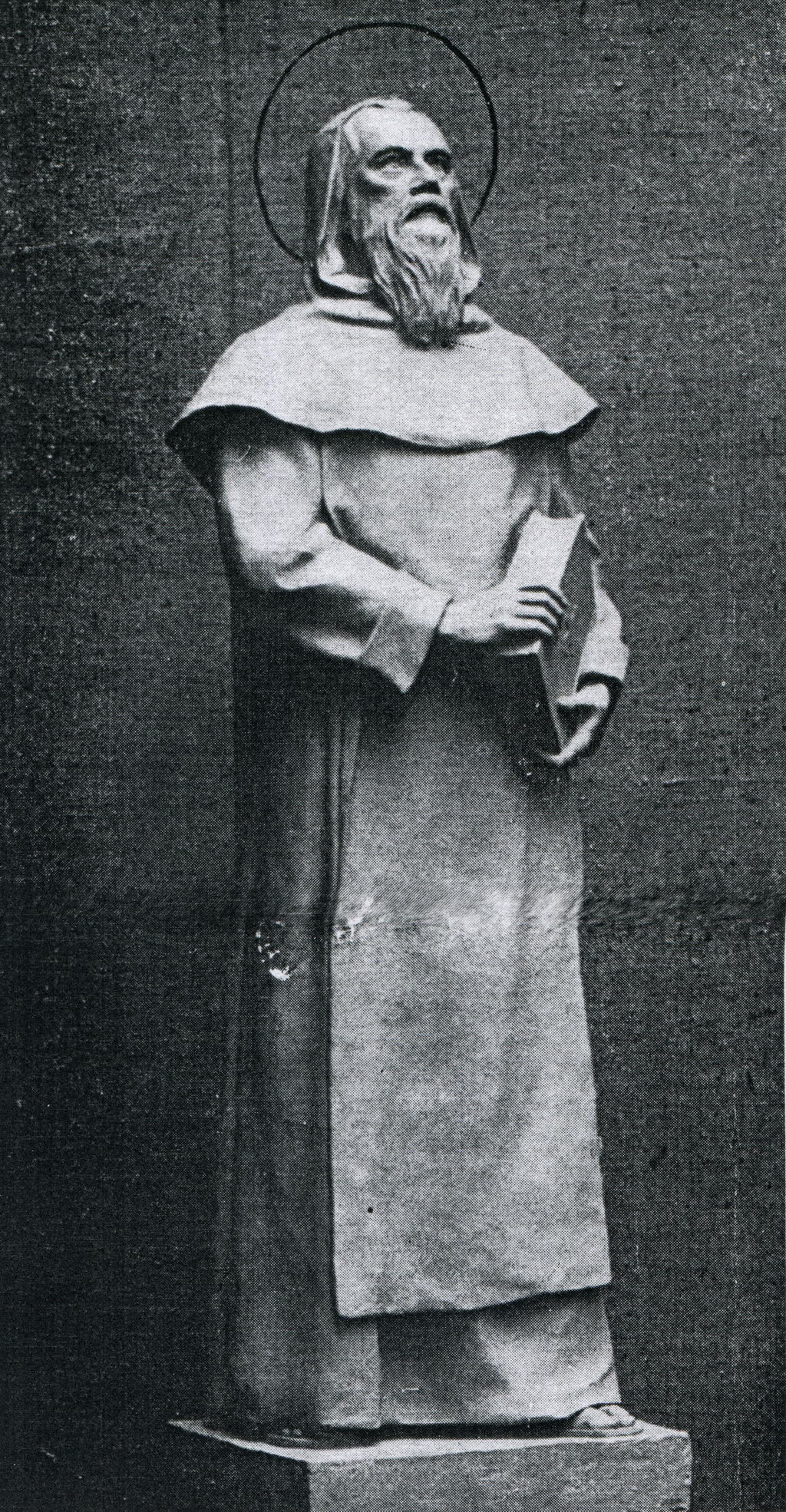
Boldog Özséb(eltűnt), Budapest, Gellért-hegy Sziklatemplom
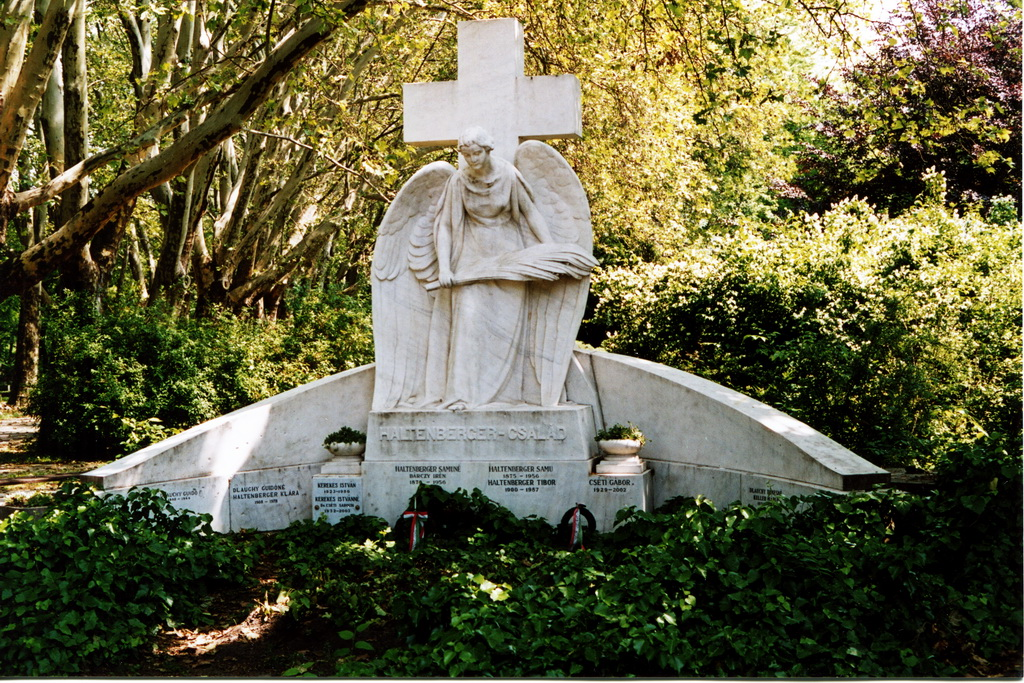
Haltenberger család síremléke, Budapest, Kerepesi temető
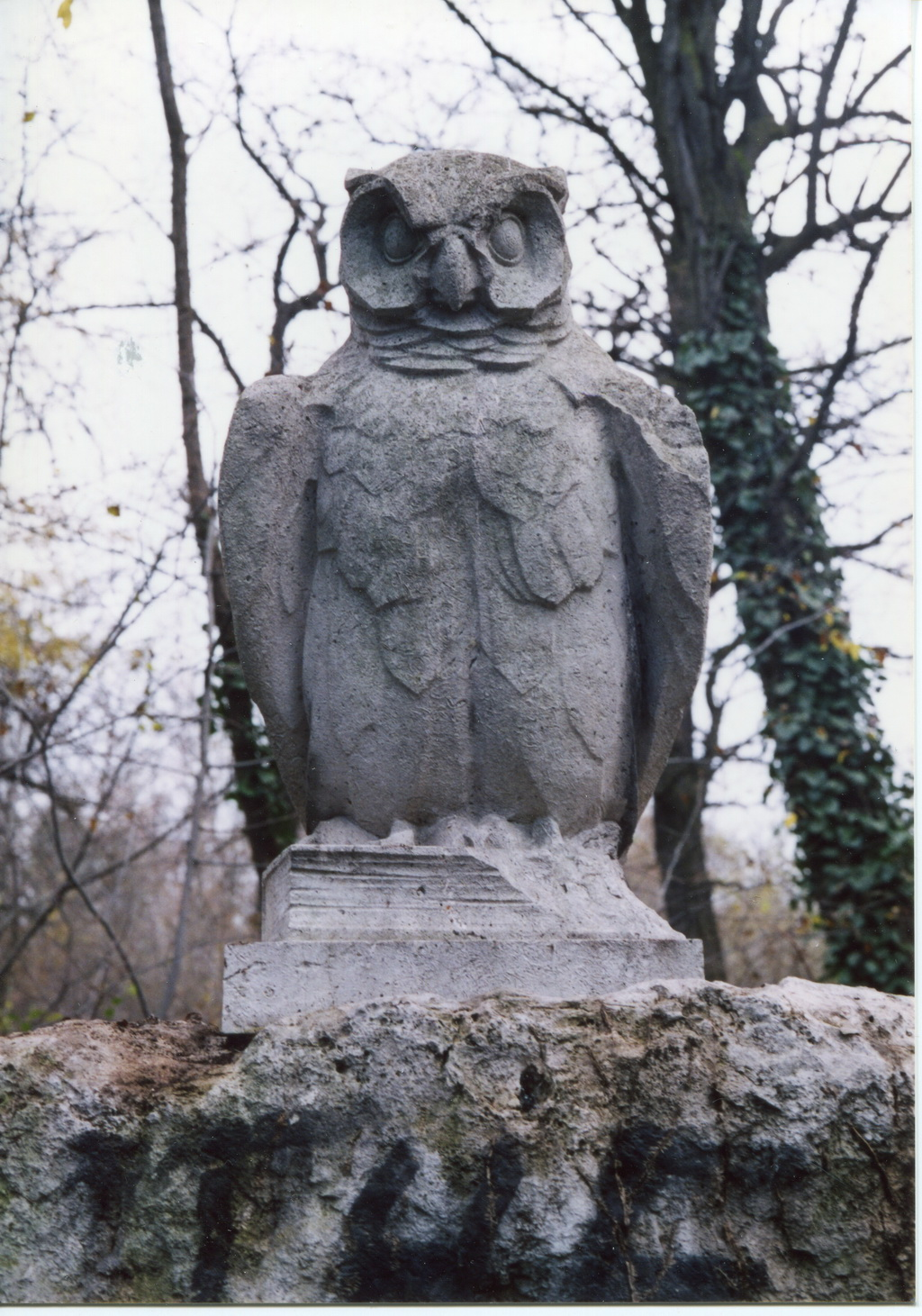
Csiky József síremléke, Budapest, Kerepesi temető
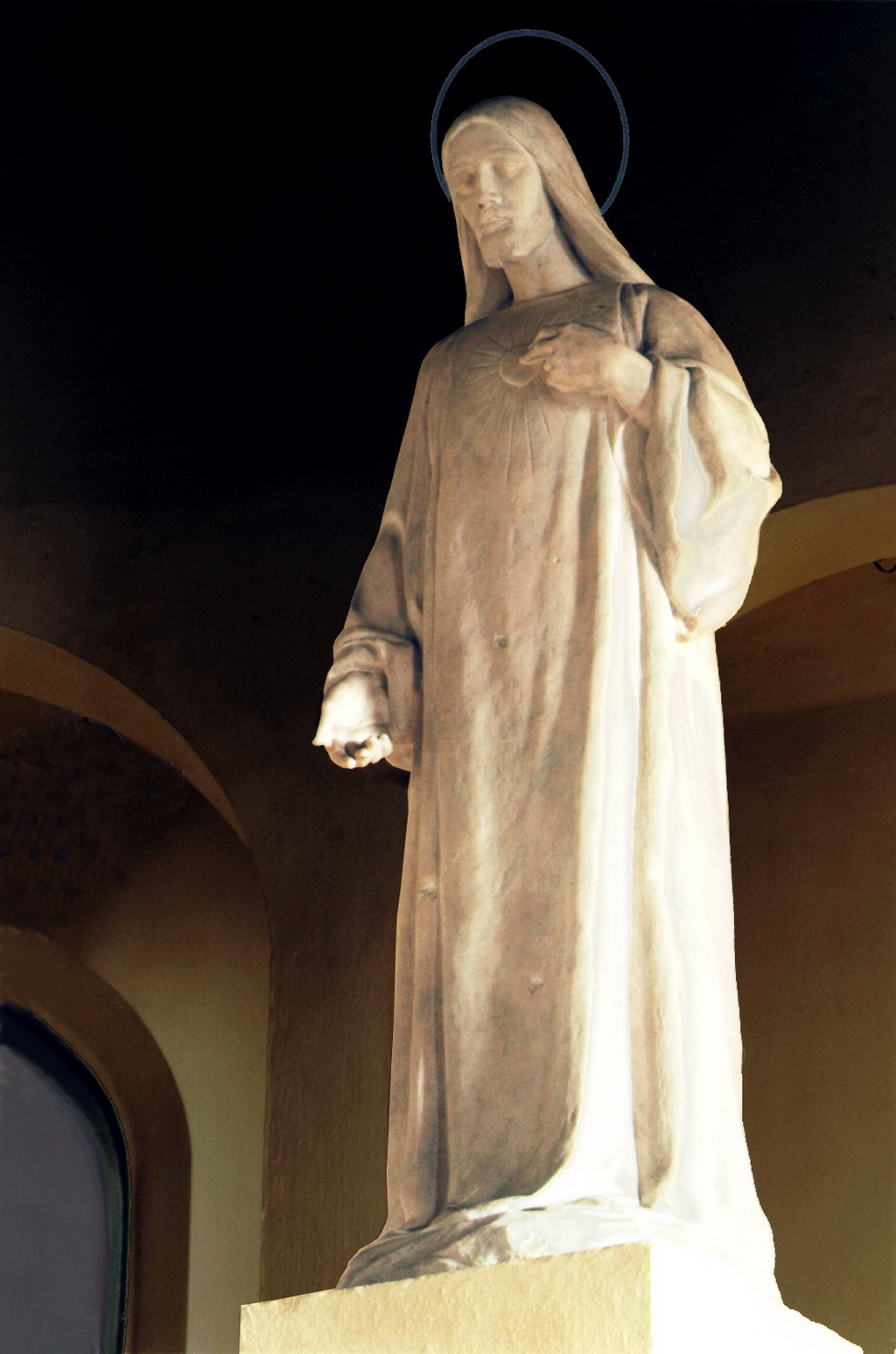
Jézus szíve, Kápolnásnyék, Jézus szíve templom
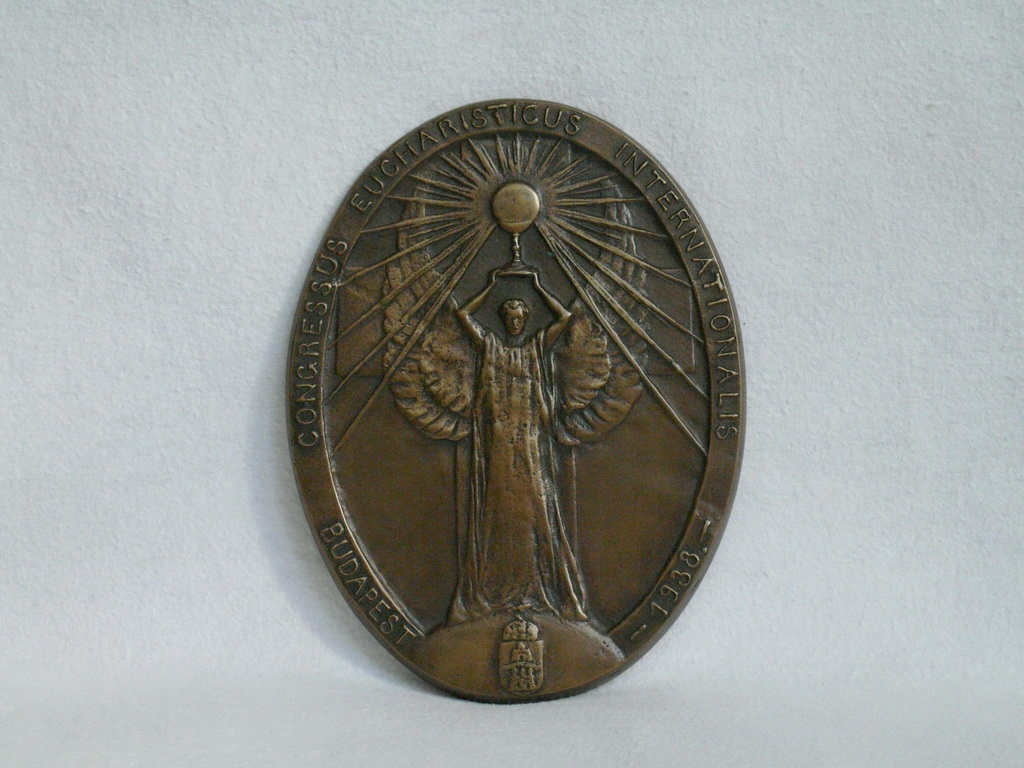
Eucharisztikus Kongresszus éremterv
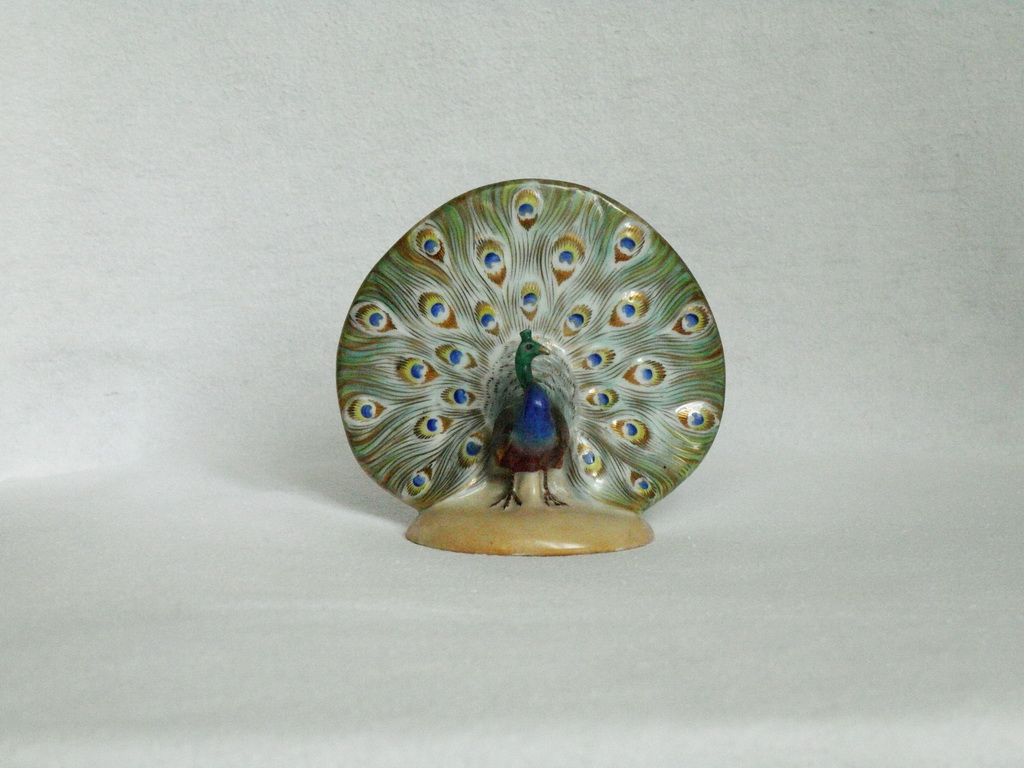
Páva, herendi porcelán
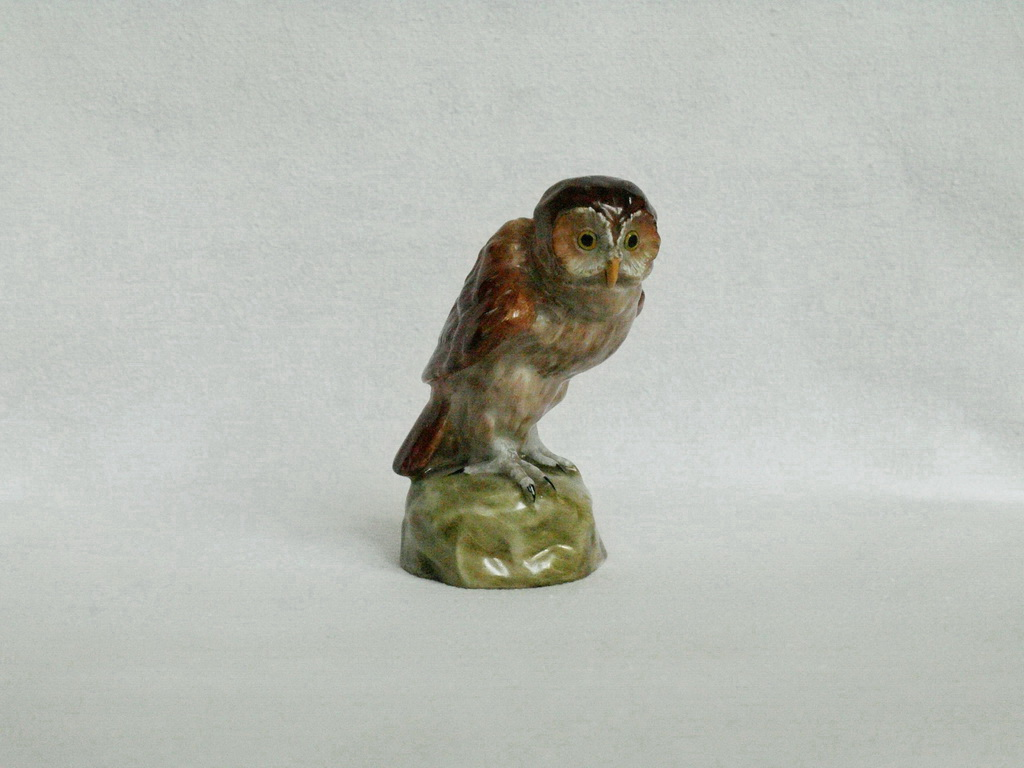
Bagoly, herendi porcelán
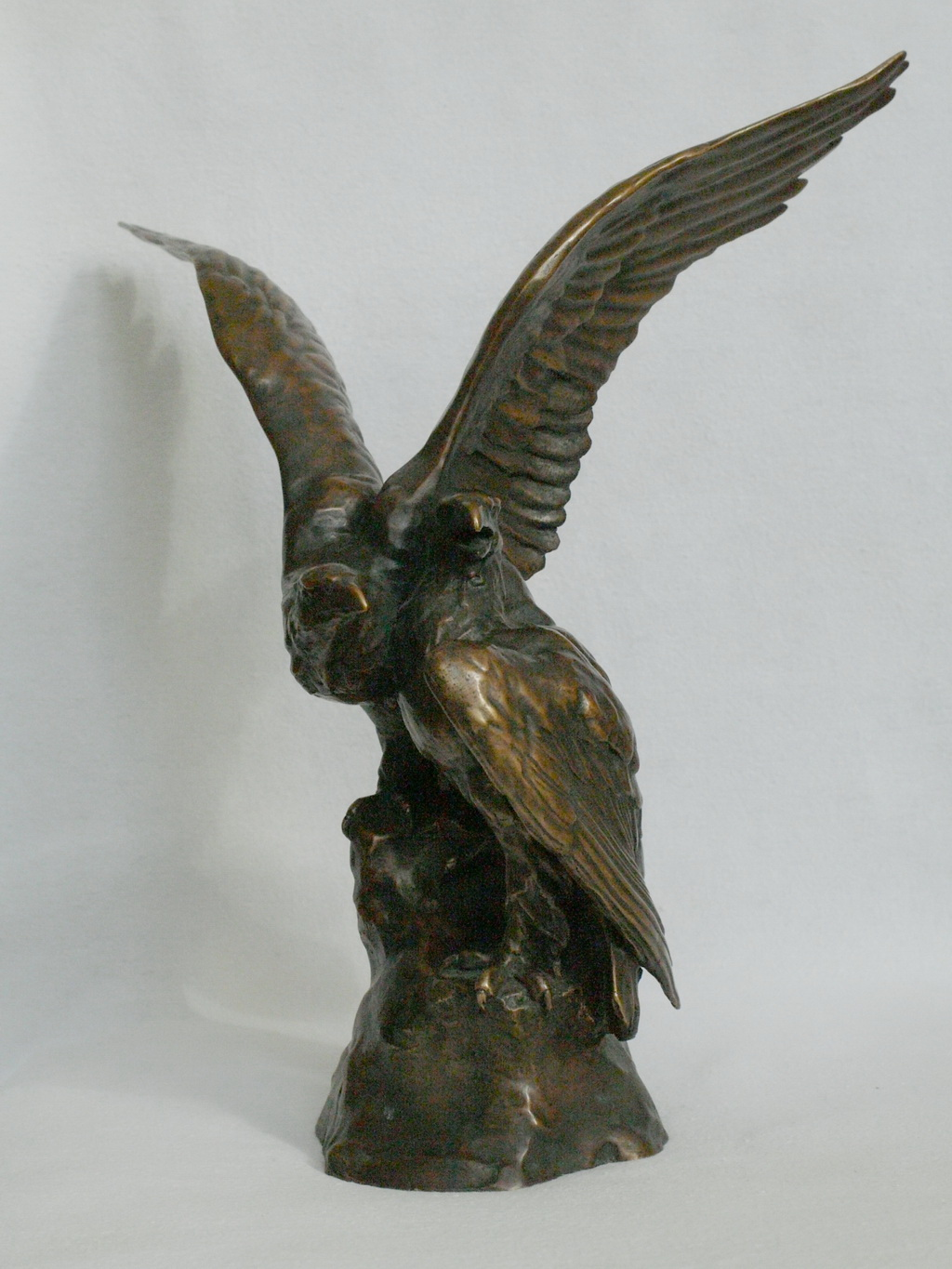
Saspár
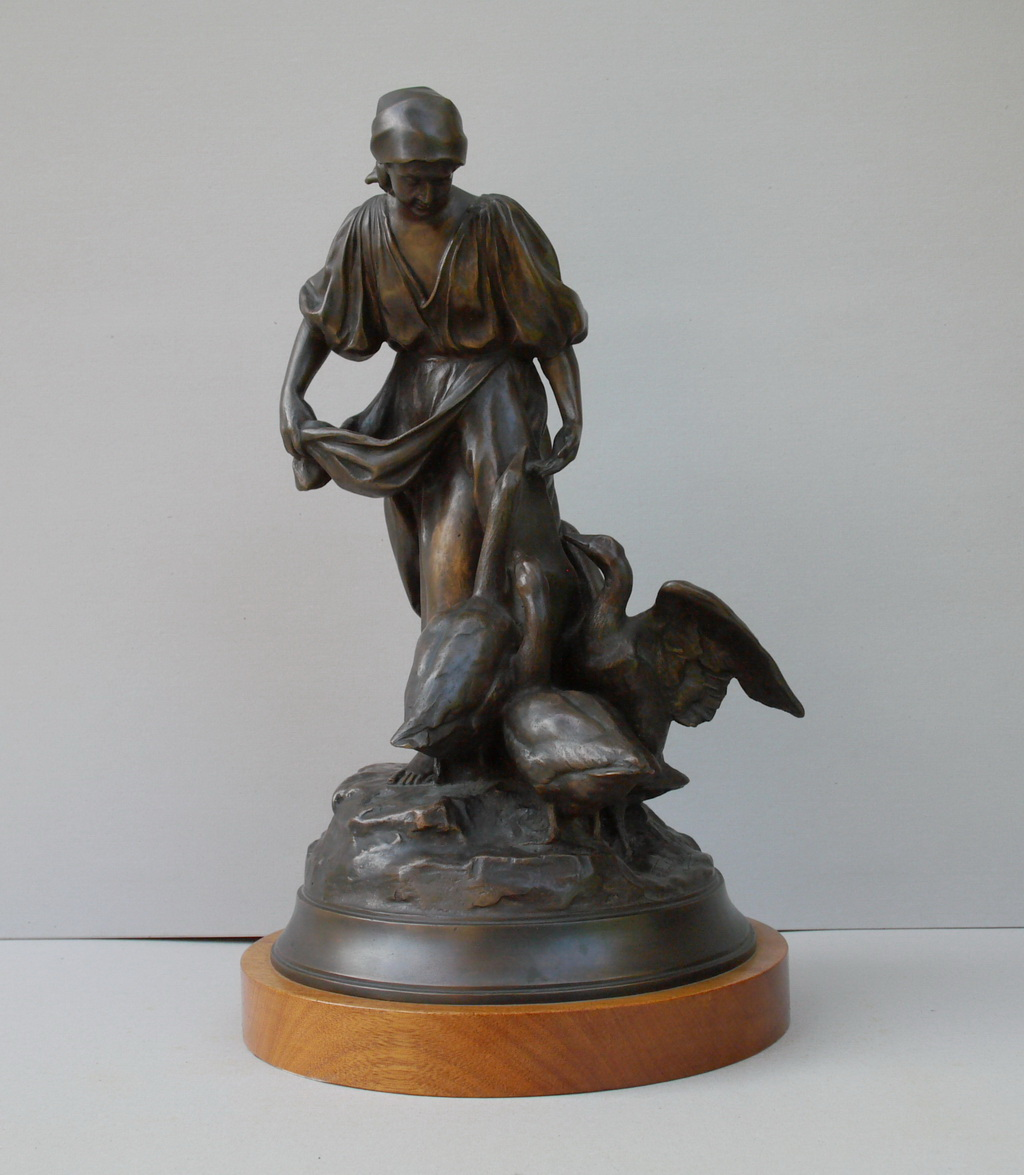
Libaetetés
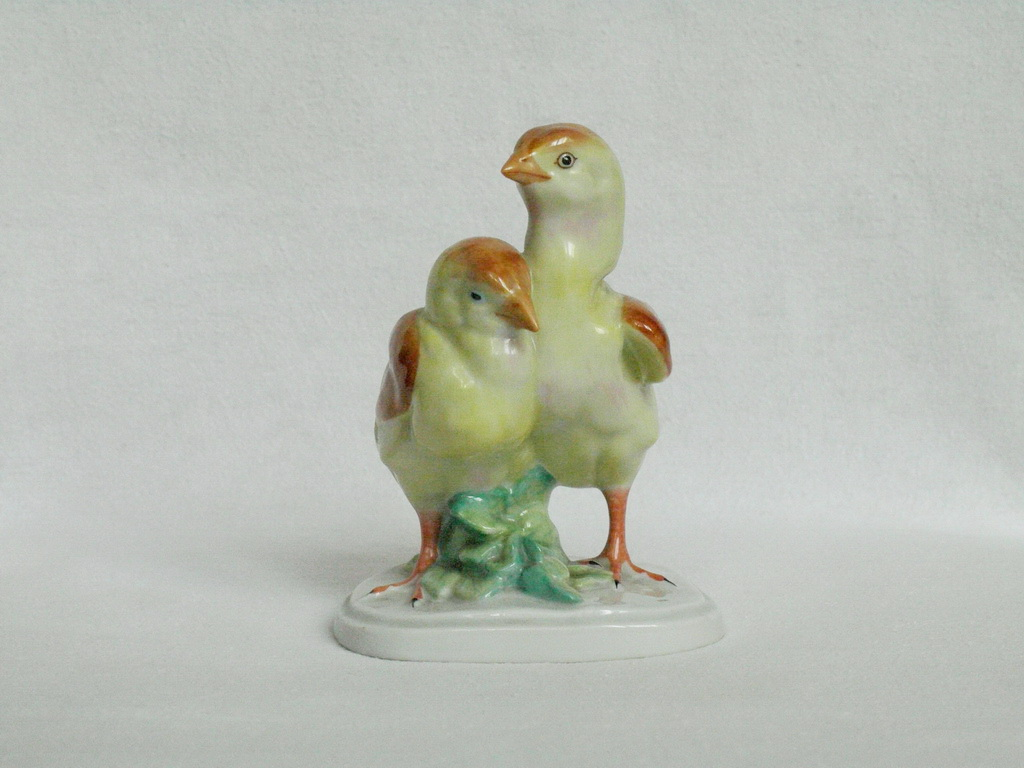
Csibék, herendi porcelán
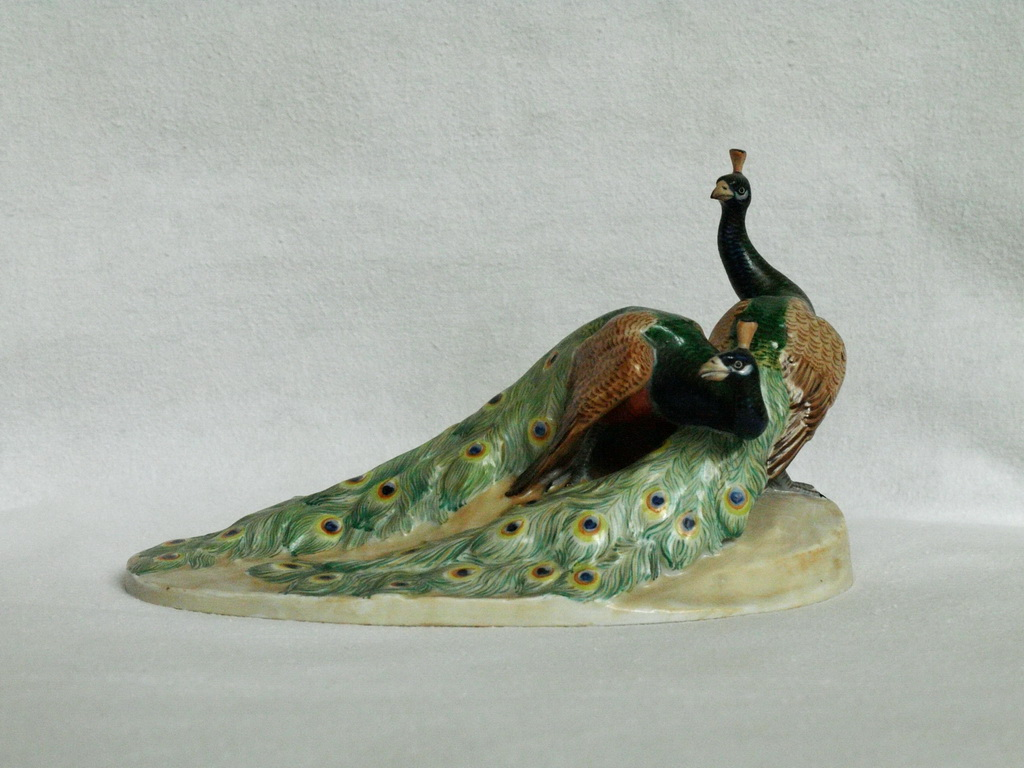
Pávapár, herendi porcelán

1. ↑  https://library.hungaricana.hu/hu/view/BFLV_bn_25_07_1999_3_2/?pg=249&layout=s